# Anthrax subaequalis
Anthrax subaequalis är en tvåvingeart som först beskrevs av Lynch Arribalzaga 1878.  Anthrax subaequalis ingår i släktet Anthrax och familjen svävflugor. Inga underarter finns listade i Catalogue of Life.